# Istoria secuilor

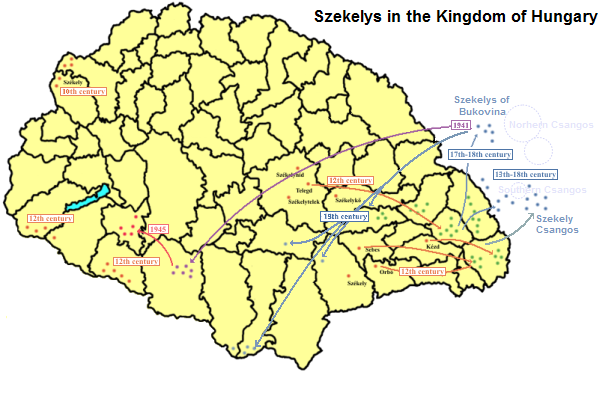
Migrațiile secuilor în ultimul secol

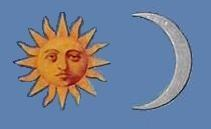
Steagul tradițional al secuilor

Istoria secuilor, o ramură a poporului maghiar, începe din secolul al XII-lea. Secuii au trăit inițial în comunități împrăștiate de-a lungul frontierelor Regatului Ungariei. Migrația lor organizată cu destinația în Ținutul Secuiesc de astăzi, partea de est a Bazinului Carpatic, a început în jurul 1150 și a durat mai mult de un secol.

## Regatul Ungariei (secolul XI-1570)

### Așezarea în Ținutul Secuiesc (secolul XI-1230)

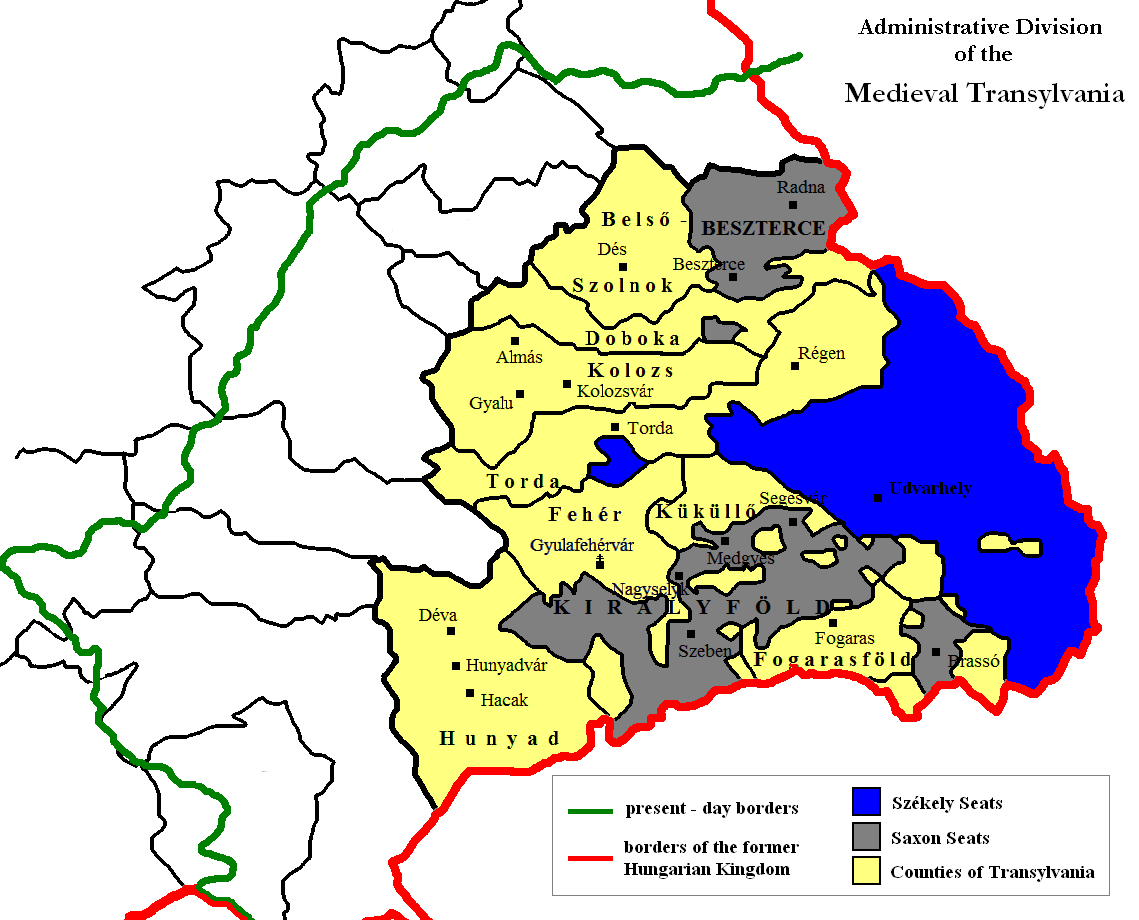
Ținutul Secuiesc (în albastru) în Transilvania aflată în Regatul Ungariei

Primul eveniment istoric în legătură cu grupurile de secui care locuiau în Transilvania a fost înregistrată de o cartă regală a lui 1250, care narează un loc de acțiune militară. Conform Cartei, Ivachin, contele de la Sibiu a condus o armată de sași, români, secui și pecenegi și a ocupat cetatea Vidin, la începutul anilor 1210. Secuii par să se fi stabilit inițial în sudul Transilvaniei, dar de aici, grupurile secuiești s-au mutat în partea cea mai estică a regatului, unde este astăzi Ținutul Secuiesc. Primele cimitire din secolul 12 au descoperit la Sebeș și Drăușeni. Alte grupuri secuiești aparent au venit din comitatul Bihor în Transilvania.

### Organizarea administrativă și teritorială

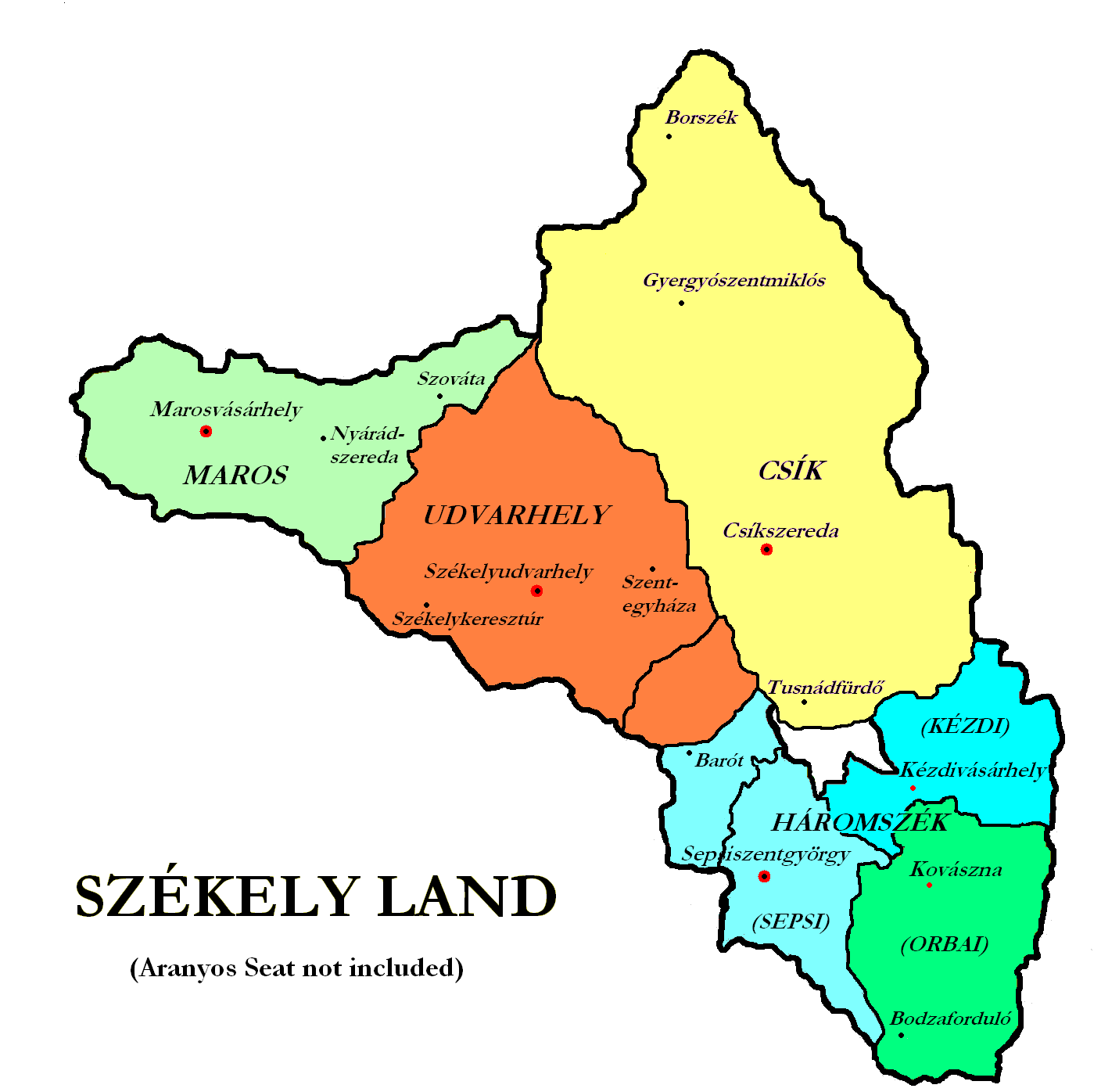
Scaunele secuiești din Transilvania (Scaunul Arieșului nu este arătat)

Spre deosebire de sași ale căror privilegii au fost precizate în diploma andreană, n-a fost emis nici un document care rezumă libertățile întregii populații secuiești. Chiar și așa, secuii au reușit să mențină statutul lor specific în cadrul Regatului Ungariei prin formarea "o comunitate bine organizată de războinici care trăiesc în afara creșterea vitelor" (Pál Engel). Întreaga populație secuiască a fost administrată de un oficial regal, și anume un comite al secuilor care a fost menționat pentru prima dată într-o cartă regală a lui 1235. 
Ținutului Secuiesc a fost împărțit în șapte unități teritoriale mai mici, care au fost numite inițial "teren" (terra) sau "district"  (Districtus) , și "scaune" (Sedes) din secolul al 14-lea. Ultima dintre ele, Scaunul Arieșului a luat ființă sub Ștefan al V-lea (1270-1272 ) care a acordat teritorii de-a lungul râului Arieș la un grup de secui din Saschiz.
Secuii, în mod similar cu sașii, au fost organizați în scaune (maghiară Szék, latină Sedes). Scaunele din Ungaria medievală erau unități teritoriale autonome. După așezarea finală în Ținutului Secuiesc, în secolele 12 și 13, șapte locuri au luat forma, eventual, ca urmare a structurii tribale a secuilor:
- Scaunul Odorheiului
- Scaunul Ciucului
- Scaunul Arieșului
- Scunul Mureșului
- Scaunul Orbai
- Scaunul Sepsi
- Scaunul Kézdi

Ultimele trei scaune au fost unite în secolul al 17-lea, și au fost numite Trei Scaune.
Ținutului Secuiesc nu a făcut parte din sistemul maghiar. Ca o singură unitate teritorială, a fost condusă de comitele secuilor (latină Comes Sicolorum), un reprezentant al regelui. Comitele secuilor era ales de rege, de obicei, din aristocrați maghiari, și niciodată din secui.Ioan de Hunedoara a fost primul voievod al Transilvaniei care a putut să-și asume această poziție. De atunci, voievozii Transilvaniei (mai târziu principi) au avut rangul de comite al secuilor, împreună cu alte titluri. Chestiunile privind Ținutului Secuiesc au fost discutate de către Adunarea de scaune, în cazul în care toți secui liberi aveau dreptul de a participa. Adunarea avea loc, de obicei, în Odorheiu Secuiesc. Scaunul Odorhei a fost numit, de asemenea, Scaunul principal (latină Capitalis Sedes). 
În cazul în care un secui a murit fără moștenitori, orice secui liber avea dreptul să-l preia. Nici o familie n-ar putea avea mai multe terenuri decât suma pentru care ar putea cultiva. În cazul în care un teren a rămas necultivat pentru o perioadă mai lungă, terenul este dat altui propietar. Normele de patrimoniu sunt limitate de sărăcie și a împiedicat soluționarea persoanelor care nu sunt secui în Ținutului Secuiesc.

### Serviciile furnizate regelui Ungariei

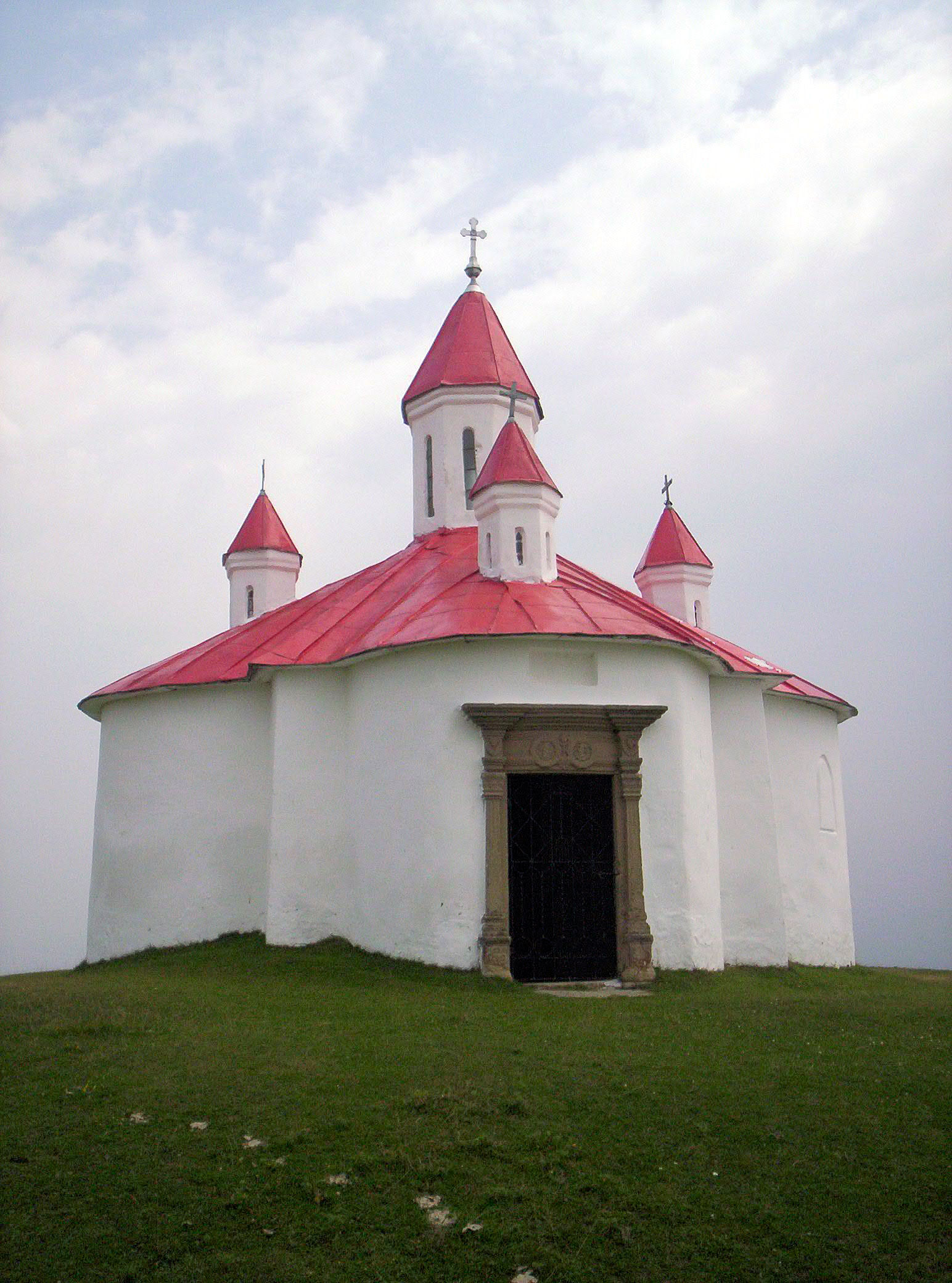
Capela Sf. Ștefan din Sânzieni, construită în secolul 12

Cavaleria secuilor se potrivea perfect în forțele militare maghiare medievale, suplimentând armata de cavaleri. Ei au fost deosebiți de eficace împotriva invadatorilor nomazi din est, folosind metode de luptă și strategice similare. Una dintre primele victorii militare înregistrate a fost pe la 1280,a fost când secuii din Scaunul Arieșului au atacat și au distrus parțial trupele tătare care se întorceau în Moldova. 
În 1499, când ciocnirile armate dintre Imperiul Otoman și statele vasale au devenit regulate, o diplomă eliberată de Regele Vladisav al II-lea, a reafirmat condițiile în care secuii au oferit servicii militare:
"Când regele conduce personal armata lui spre est, împotriva Moldovei, fiecare dintre cavalerii secui și infanteriștii li se cere să fie sub arme, să se ducă înainte de Armata Regală și să aștepte pentru lupta în străinătate timp de 15 zile, pe cont propriu cheltuieli. De asemenea, pe drumul de întoarcere, ei vor merge în spatele Armatei Regale."
Într-un mod similar, jumătate din secui au sprijinit regele în timpul campaniilor sale împotriva Țării Românești. Secuii nu au participat personal în războaiele cu țările occidentale și nordice; cu toate acestea, au fost obligați să se angajeze ca mercenari și să meargă astfel la luptă. Ca rezultat al serviciilor lor militare, secuii aveau drepturi egale cu nobilii maghiari. Ei au fost scutiți de la plata taxelor, chiar și cei mai săraci dintre ei fiind tratați ca oameni liberi. După cum explica diploma regelui Vladislav al II-lea: " De aceea, secuii, ca și nobilii, prin drepturi acordate de regii maghiari glorioși ai trecutului, sunt scutiți de orice impozit sau alte taxe, și sunt liberi". O veche tradiție cerea ca fiecare gospodărie să dea câte un bou ca un cadou pentru rege, atunci când acesta era încoronat, se căsătorea, sau când se năștea un copil în familia regală.

### Modificări în structura socială a secuilor

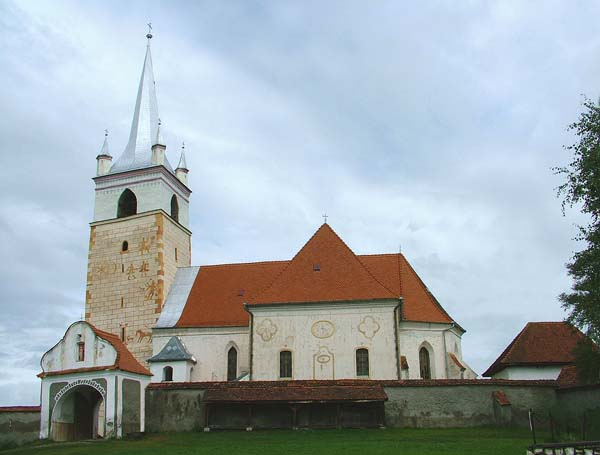
Biserica Fortificată din Racu.

Deși cele mai multe dintre privilegiile și obiceiurile lor pre-feudale au rămas neatinse, au existat unele schimbări graduale în societatea secuilor de-a lungul secolelor. Trei clase sociale au evoluat, în funcție de statutul pe care îl au în armată. Comandanții superiori inițial au fost cea mai bogată clasă a societății, elita și mai târziu aristocrația secuilor. Călăreții (  lófők  în limba maghiară) au fost de-a doua, o clasă bogată și influentă. Cei care nu sunt în măsură să finanțeze un cal servit în infanterie, vor deveni secui de rând. Celor mai buni comandanți secui, uneori, le-au fost acordate domenii feudale de către rege în vecinătatea Ținutului Secuiesc. Membrii bogați ai societății au câștigat teritorii prin defrișări. De asemenea, ei au fost capabili să obțină și să cultive bucăți mai mari de terenuri.
În curând, comandanții superiori au încercat să urmeze exemplul comitatelor vecine și au încercat să obțină iobagi pentru terenurile lor. Cei mai săraci oameni au fost uneori, în imposibilitatea de a cumpăra arme și nu au putut să participe la campaniile militare fără sprijin financiar. Acest grup, împreună cu imigranții non-secui, în curând a devenit supus eforturilor comandanților superiori, în căutarea pentru servitori.
Regele Matei Corvin, a luat măsuri pentru a opri acest proces. Ei se temeau că numărul de persoane disponibile pentru infanterie va scădea. Ei nu au putut împiedica procesul, în imposibilitatea de a participa la armata de la a deveni iobagi. Acest grup au pierdut drepturile și nu au mai făcut parte din națiunea secuiască. Exceptați de la serviciul militar acei secui săraci care au trăit pe pământul altor oameni ca funcționari sau ale căror bunuri a fost în valoare mai mică de 3 forinți. Ei au pierdut drepturile lor nobile după același regulament.
Dupa secolul al XV-lea, poporul secuiesc a devenit monopolizat de primele două clase. În 1511 și în 1519, secuii s-au revoltat împotriva comandanților supremi. Libertatea secuilor, de asemenea, a scăzut atunci când judecătorii regali au fost numiți în scaune. Au luat treptat îndatoririle judecătorilor secui aleși, însă membrii juriului au fost încă aleși locali. 

## Secuii înPrincipatul Transilvaniei(secolele XVI-XVII)
După ocupația Imperiului Otoman asupra Ungariei Centrale, părțile estice, inclusiv Transilvania, au fost conduse de Ioan Zápolya, pretendentul tronului maghiar. În a doua jumătate a secolului, Principatul autonom al Transilvaniei a intrat în existență. Pe parcursul acestei perioade, secuii aproape și-au pierdut libertatea.
Din cauza ciocnirilor armate frecvente, de multe ori secuii erau chemați să lupte de partea lui Ioan Zápolya, iar mai târziu de fiul său, Ioan al II-lea Sigismund Zápolya. În același timp, sarcinile financiare ale războaielor au condus conducătorii să pună capăt sistemului tradițional de scutire a Ținutului Secuiesc de la taxe, deoarece a constituit o zonă importantă a țării lor. În consecință, oamenii de rând au fost împovărați atât prin impozite cât și prin serviciul militar obligatoriu. Această situație nefavorabilă a dus la o revoltă armată în 1562, care au fost învinși de Ioan al II-lea Sigismund Zápolya. După revoltă, el a abandonat birourile tradiționale secuiești, cum ar fi judecătorii aleși. În schimb, el a numit un căpitan de guvernare, cu un birou în Odorheiu Secuiesc, sediul principal. Guvernul a construit două cetăți pentru a controla secuii, unul din Odorheiu Secuiesc, și un altul în Sfântul Gheorghe (dezambiguzare). 
Mai târziu, principii Transilvaniei au urmat această atitudine, dar au făcut uz de tradițiile militare secuiești. Ștefan Báthory, voievod al Transilvaniei și rege al Poloniei a comandat cea mai mare parte de mercenari dintre secui împotriva țarului rus Ivan cel Groaznic.

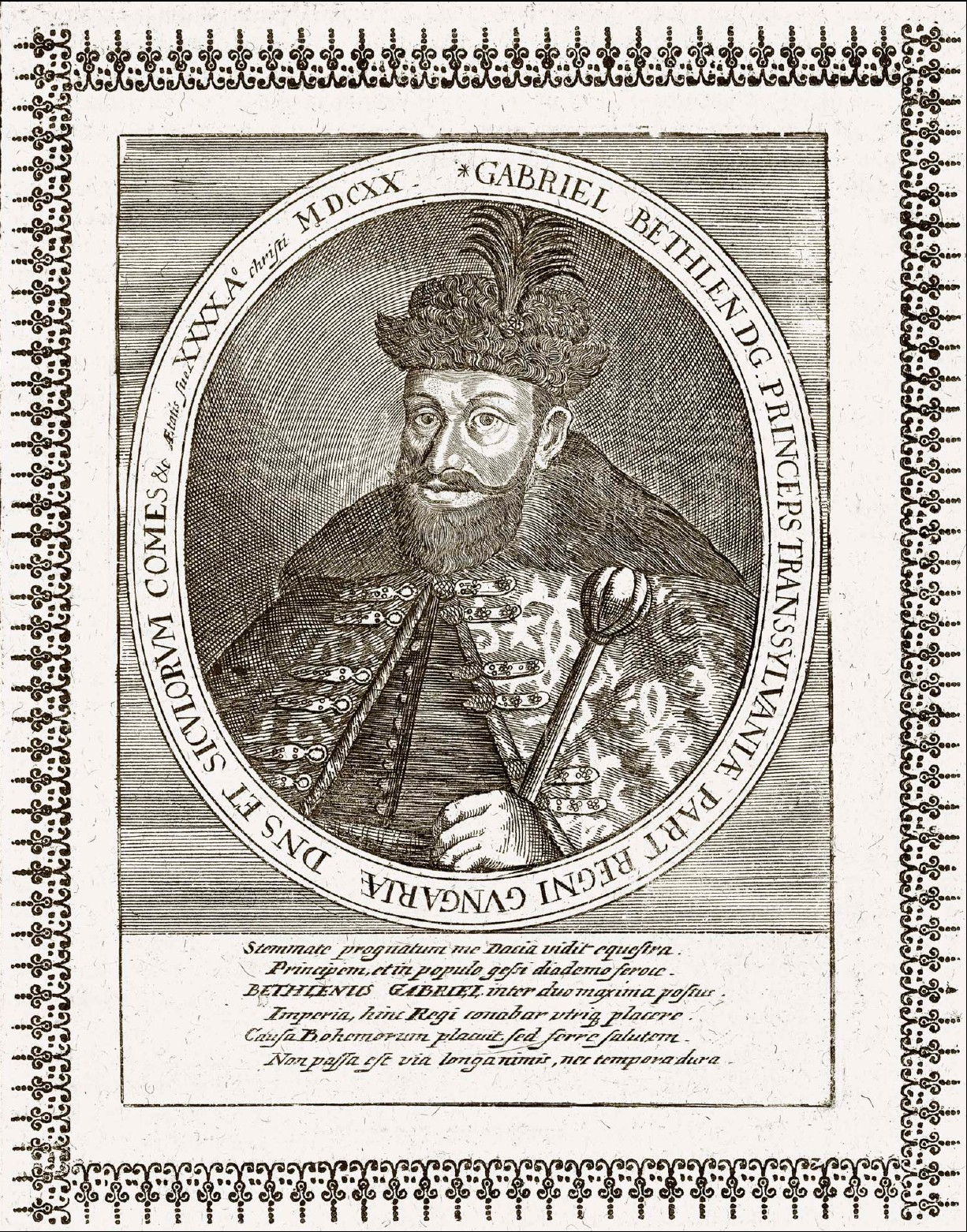
Gabriel Bethlen, principe al Transilvaniei, Lord al părților Ungariei și comite al secuilor

Sigismund Bathory, principe al Transilvaniei, care a avut nevoie de sprijinul secuilor în Bătălia de la Călugăreni în 1595, le-a promis că drepturile lor vor fii restaurate. Ca rezultat, 23.000 de secui s-au alăturat armatei din Transilvania condusă de Ștefan Bocskay. Aceștia furnizează un sprijin esențial pentru Mihai Viteazul în lupta împotriva Imperiul Otoman. În anul următor, Sigismund Báthory și-a retras promisiunile și suprimat brutal drepturile secuilor. În anul 1599, când Mihai Viteazul a atacat Transilvania, secuii  i s-au alăturat lui Mihai în timpul Bătăliei de la Șelimbăr. Cu sprijinul lor, Mihai Viteazul a marcat o victorie asupra trupelor lui Andrei Báthory. Principele scapă, dar mai târziu a fost capturat și ucis în Ținutul Secuiesc. Ca o recompensă pentru sprijinul secuilor, Mihai le-a restaurat vechea lor libertate. De asemenea secuii au distrus fortificațiile construite de Ioan Sigismund. După alungarea lui Mihai Viteazul din Transilvania, principii Transilvaniei Sigismund Báthory, apoi Ștefan Bocskay și mai târziu Gabriel Bethlen, au întărit libertatea lor, au restaurat birourile tradiționale. Chiar și șerbii erau scutiți de la plata impozitelor în Ținutului Secuiesc.
În timpul secolului al XVII-lea, secuii au continuat să fie una dintre cele mai importante componente ale armatei din Transilvania. Aceștia puteau fi mobilizați rapid și sub arme în câteva săptămâni, la dispoziția principelui. În timp ce drepturile celor trei categorii de arme au rămas neatinse, procesele sociale ale secolelor anterioare au continuat. Numărul de iobagi din cadrul societății lor a crescut continuu. Pentru a menține numărul de infanteriști din armată îi împiedică să aleagă o viață mai liniștită ca iobagi.

## Imperiul Habsburgic (secolele XVIII-XIX)

### Primele decenii
După ce au avut loc succesele militare din Ungaria împotriva Imperiului Otoman din 1680, Habsburgii și-au extins influența lor în Transilvania, de asemenea. Trupele habsburgice au preluat controlul asupra Principatului și Leopold I a scris Diploma Leopoldină, noua constituție a Transilvaniei în 1691. Diploma nu a schimbat radical privilegiile secuilor. În ciuda acestui fapt, fiscalitatea a fost introdusă în curând și satele au trebuit să se acomodeze cu trupele împăratului. Secuii au plătit taxele și serviciile oferite, astfel cum au declarat, pe o "bază temporară" și "pe propria lor voință".
În timpul Răscoalei lui Rákóczi între 1703 și 1711, Francisc al II-lea Rákóczi, ultimul principe ales al Transilvaniei, a sprjinit secuii. Atunci când habsburgii au preluat controlul Transilvaniei după revoltă, secui s-au dezarmat și serviciile lor militare au luat sfârșit. Birourile tradiționale au fost lichidate, dar instituțiile democratice tradiționale secuiești, cum ar fi sistemul lor judiciar, a rămas nevătămat timp de zeci de ani.

### Înființarea gărzii secuiești de frontieră

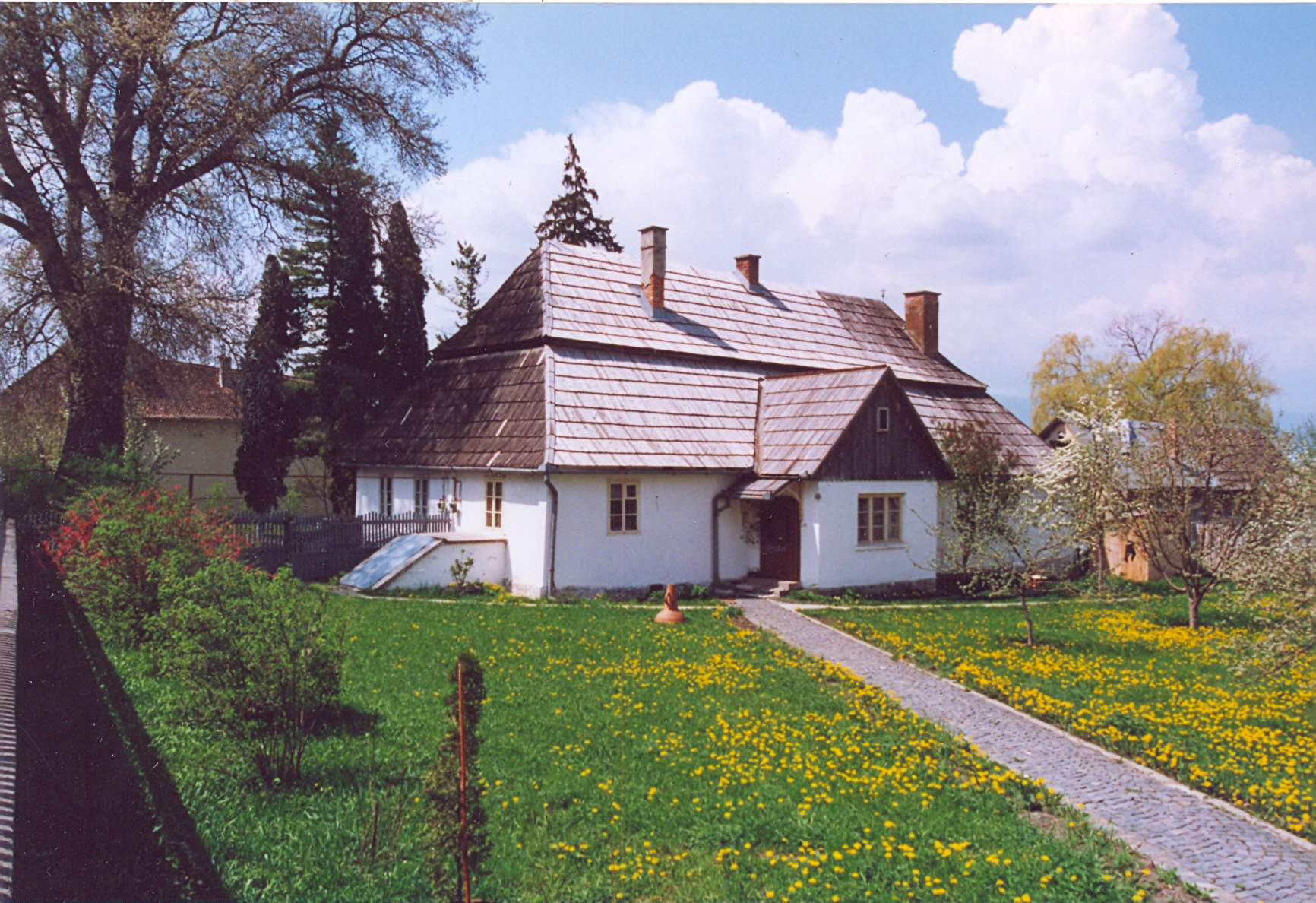
Casă tradițională secuiască

În anul 1762, împărăteasa Maria Tereza a decis să înființeze trupele de grăniceri la granițele Transilvaniei. Cea mai mare parte fiind formată din români, au fost recrutați în sudul carpaților, (Țara Făgărașului) și secuii din estul carpaților. Recrutarea a fost organizată parțial pe voluntariat, parțial, în mod obligatoriu, și a dus la conflicte în multe locuri, în special în Ținutului Secuiesc. Secuii au solicitat ca, în locul ofițeriilor imperiali, ei au proprii lor conducători conform tradițiilor, și că acestea nu sunt ordonate să meargă în acțiune în străinătate.
O tentativă deja violentă, inițiată de către ofițerii imperiali pentru a recruta grăniceri de frontieră secui a culminat cu un tragic eveniment, Masacrul de la Siculeni, care până astăzi se comemorează. În decembrie 1763 oamenii s-au refugiat în munți. La 7 ianuarie 1764 o unitate armată de 1300 de soldați, cu două tunuri, la Siculeni au atacat mulțimea pașnică și au masacrat sute de oameni. Recrutarea în Ținutul Secuiesc a fost finalizată rapid și cu ușurință, datorită acestor evenimente. 
După masacru, foarte mulți secui au trecut carpații și au ajuns în Moldova. Cei care au rămas în Principatul Moldovei, au devenit  ceangăi. Alții s-au deplasat și așezările lor finale au fost fondate cu ajutorul generalului Andrew Hadik. Această grupă a păstrat tradițiile lor și sunt cunoscuți cu numele de secuii din Bucovina.
Armata a pus capăt autonomiei secuilor în anumite privințe. Auto-guvernarea localităților a fost grav afectată de către grăniceri. În comunitățile locale, cu toate acestea, multe dintre tradiții s-au păstrat, mândria secuilor și dorința lor puternică pentru libertate rămâneau. Ei și-au organizat viața lor proprie, au stabilit reguli pentru construirea de drumuri și poduri, partea de jos pentru alegerea liderilor lor și membrii juriului. Sistemul vechi al terenurilor era încă o redistribuire practică comună până la sfârșitul secolului al 18-lea, dar încetează să mai existe în câteva decenii. Prin anii 1820, doar câteva sate mai respectă acest sistem.

## Revoluția din 1848
În timpul perioadei de turbulentă a Revoluția Maghiară din 1848, secuii au sprijinit partidele liberale de presare pentru libertatea deplină a iobagilor și impozitare egală pentru toți. 
Adunarea Scaunului Odorhei (urmat ulterior de alte scaune, de asemenea) a decis deja la 3 aprilie 1848, să renunțe la scutirile fiscale rămase. Deciziile scaunelor au fost întărite de ultima Dietă a Transilvaniei în iunie 1848.

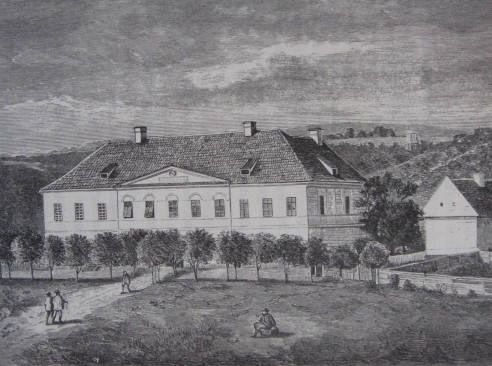
Sediul Scaunului Trei Scaune din Sfântu Gheorghe în secolul al XIX-lea

Au sprijinit, de asemenea, și decizia Dietei despre unirea Transilvaniei cu Ungaria. În cazul în care armata habsburgică, sub conducerea generalului de cavalerie  Anton von Puchner⁠(de)[traduceți], a încercat să preia controlul asupra Transilvaniei, secuii au fost singura rezistență serioasă la eforturile sale. Cu toate acestea, nefiind echipați cu piese de artilerie, au fost repede învinși. Scaunul Mureșului a fost ocupat, Scaunul Odorhei s-a predat, Scaunul Ciucului și-a declarat neutralitatea. În Scaunul Trei Scaune în noiembrie, Gábor Áron, un fost ofițer de artilerie, a convins delegații că, în loc să se predea, ar trebui să încerce să producă tunuri la nivel local. În câteva săptămâni, primele tunuri au fost pregătite și au fost folosite cu succes. În perioada următoare, zeci de tunuri au fost fabricate și utilizate de către Armata secuiască.
Până la sfârșitul anului 1848 - începutul anului 1849, secuii au intrat în armata înființată de generalul Józef Bem și au participat la campaniile sale de succes pentru alungarea trupelor habsburgice din Transilvania. Campania de succes a fost în cele din urmă zdrobită când armata rusă a intervenit în Transilvania, în urma unei cereri venite din partea Imperiului Habsburgic.

## Unirea cu Ungaria

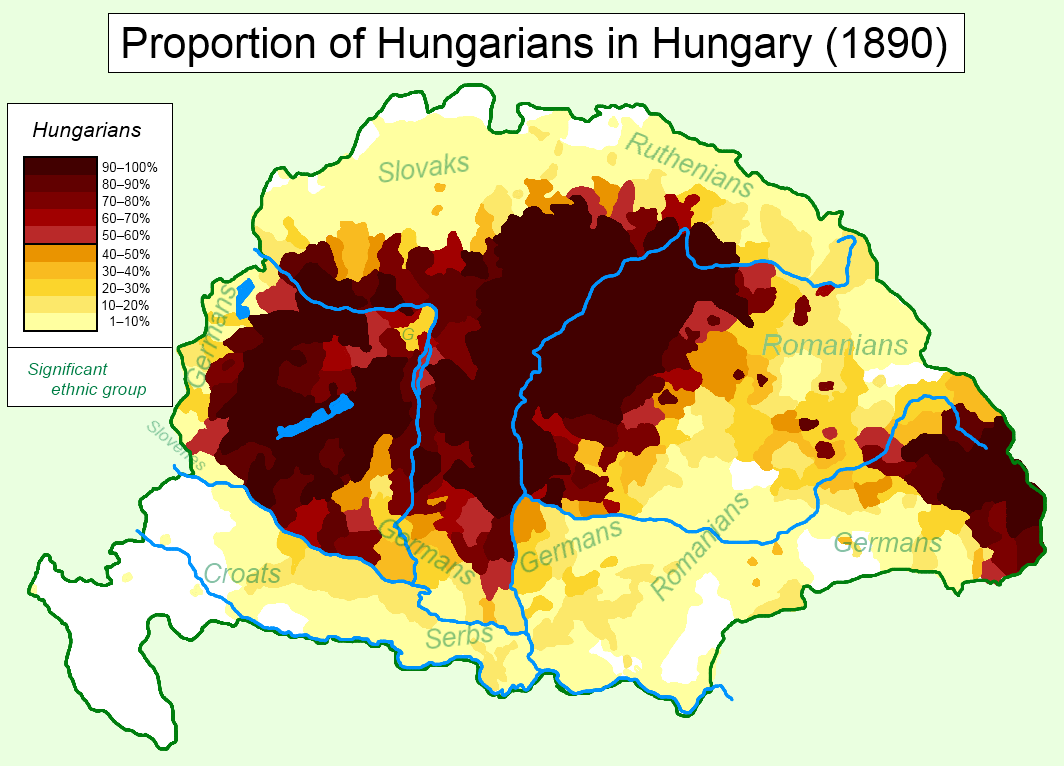
Proporția de maghiari în Ungaria, după recensământul din 1890.

În 1867, a fost făcut un acord între Austria și Ungaria cu privire la crearea Austro-Ungariei. În conformitate cu compromisul, Transilvania s-a unit cu Regatul Ungariei. Un deceniu mai târziu, un nou sistem administrativ a fost introdus în regat, care a pus capăt lungii tradiții a scaunelor secuiești.